# 93256 Stach
93256 Stach este o planetă minoră (asteroid) din centura de asteroizi. A fost descoperită pe 29 septembrie 2000 la Ondřejovská hvězdárna⁠(d) de Petr Pravec⁠(d) și a fost numită după Daniel Stach⁠(d). 
Obiectul prezintă o orbită caracterizată de o semiaxă mare de 2,7464159726207 UAi, o excentricitate de 0,11, o înclinație de 4,3 ° în raport cu ecliptica.